# Damernas normalbacke i backhoppning vid olympiska vinterspelen 2014
Damernas normalbacke i backhoppning vid olympiska vinterspelen 2014 hölls den 11 februari 2014 i skidorten Krasnaja Poljana, Ryssland, vid backhoppningsanläggningen Russkie Gorki, cirka 60 km från själva Sotji.

## Medaljörer
| Spel         | Guld              | Silver                       | Brons               |
| Normal backe | Carina Vogt (GER) | Daniela Iraschko-Stolz (AUT) | Coline Mattel (FRA) |

## Resultat
- Omgång 1 startade den 11 februari 2014 klockan 21:30 lokal tid och 18:30 svensk tid.
- Finalen startade den 11 februari 2014 klockan 22:20 lokal tid, 19:20 svensk tid. Guldmedaljör blev Carina Vogt från Tyskland[1]

|           |     |                        |           | Omgång 1    | Omgång 1 | Omgång 1  | Andra omgången | Andra omgången | Andra omgången | Totalt |
| Placering | Bib | Namn                   | Land      | Distans (m) | Poäng    | Placering | Distans (m)    | Poäng          | Placering      | Poäng  |
| --------- | --- | ---------------------- | --------- | ----------- | -------- | --------- | -------------- | -------------- | -------------- | ------ |
| 1         | 29  | Carina Vogt            | Tyskland  | 103,0       | 126,8    | 1         | 97,5           | 120,6          | 5              | 247,4  |
| 2         | 28  | Daniela Iraschko-Stolz | Österrike | 98,5        | 120,2    | 5         | 104,5          | 126,0          | 1              | 246,2  |
| 3         | 24  | Coline Mattel          | Frankrike | 99,5        | 125,7    | 2         | 97,5           | 119,5          | 8              | 245,2  |
| 4         | 30  | Sara Takanashi         | Japan     | 100,0       | 124,1    | 3         | 98,5           | 118,9          | 9              | 243,0  |
| 5         | 8   | Evelyn Insam           | Italien   | 98,5        | 120,5    | 4         | 99,0           | 121,7          | 4              | 242,2  |
| 6         | 25  | Maja Vtič              | Slovenien | 100,5       | 120,1    | 6         | 100,5          | 121,8          | 3              | 241,9  |
| 7         | 26  | Yuki Ito               | Japan     | 97,5        | 117,4    | 10        | 101,0          | 124,4          | 2              | 241,8  |
| 8         | 23  | Maren Lundby           | Norge     | 97,0        | 115,5    | 13        | 100,0          | 120,0          | 6              | 235,5  |
| 9         | 18  | Line Jahr              | Norge     | 97,5        | 117,7    | 9         | 98,5           | 116,9          | 11             | 234,6  |
| 10        | 15  | Jessica Jerome         | USA       | 97,0        | 116,3    | 12        | 99,0           | 117,8          | 10             | 234,1  |
| 11        | 14  | Katja Požun            | Slovenien | 96,5        | 113,9    | 17        | 99,5           | 119,7          | 7              | 233,6  |
| 12        | 7   | Atsuko Tanaka          | Kanada    | 97,5        | 117,8    | 8         | 95,0           | 113,5          | 12             | 231,3  |
| 13        | 11  | Taylor Henrich         | Kanada    | 97,5        | 118,2    | 7         | 96,0           | 112,2          | 14             | 230,4  |
| 14        | 20  | Helena Olsson Smeby    | Norge     | 98,5        | 115,0    | 15        | 98,0           | 113,3          | 13             | 228,3  |
| 15        | 6   | Lindsey Van            | USA       | 97,0        | 116,4    | 11        | 94,5           | 110,8          | 15             | 227,2  |
| 16        | 27  | Irina Avvakumova       | Ryssland  | 98,5        | 114,4    | 16        | 94,5           | 107,8          | 19             | 222,2  |
| 17        | 22  | Julia Kykkänen         | Finland   | 95,5        | 115,1    | 14        | 93,5           | 106,4          | 20             | 221,5  |
| 18        | 13  | Bigna Windmüller       | Schweiz   | 96,0        | 112,3    | 20        | 96,0           | 108,4          | 18             | 220,7  |
| 19        | 12  | Julia Clair            | Frankrike | 95,5        | 113,8    | 18        | 91,5           | 104,7          | 22             | 218,5  |
| 20        | 3   | Léa Lemare             | Frankrike | 93,0        | 107,9    | 22        | 93,0           | 110,2          | 16             | 218,1  |
| 21        | 1   | Sarah Hendrickson      | USA       | 94,0        | 112,4    | 19        | 91,5           | 105,2          | 21             | 217,6  |
| 22        | 16  | Ulrike Gräßler         | Tyskland  | 94,0        | 110,5    | 21        | 91,5           | 104,4          | 24             | 214,9  |
| 23        | 21  | Katharina Althaus      | Tyskland  | 90,5        | 103,2    | 24        | 92,5           | 108,6          | 17             | 211,8  |
| 24        | 5   | Gyda Enger             | Norge     | 93,0        | 105,8    | 23        | 91,5           | 103,9          | 25             | 209,7  |
| 25        | 4   | Chiara Hölzl           | Österrike | 92,0        | 102,5    | 25        | 96,0           | 104,6          | 23             | 207,1  |
| 26        | 9   | Špela Rogelj           | Slovenien | 91,5        | 102,0    | 26        | 86,5           | 97,6           | 27             | 199,6  |
| 27        | 19  | Eva Logar              | Slovenien | 90,0        | 100,1    | 28        | 88,0           | 99,0           | 26             | 199,1  |
| 28        | 17  | Gianina Ernst          | Tyskland  | 90,5        | 100,3    | 27        | 87,5           | 92,4           | 29             | 192,7  |
| 29        | 10  | Elena Runggaldier      | Italien   | 85,0        | 86,2     | 29        | 88,0           | 93,4           | 28             | 179,6  |
| 30        | 2   | Yurina Yamada          | Japan     | 78,0        | 73,3     | 30        | 64,5           | 42,4           | 30             | 115,7  |